# Rhipidomys fulviventer
Rhipidomys fulviventer (Thomas, 1896) è un roditore della famiglia dei Cricetidi diffuso nell'America meridionale.

## Descrizione

### Dimensioni
Roditore di piccole dimensioni, con la lunghezza della testa e del corpo tra 108 e 113 mm, la lunghezza della coda tra 117 e 125 mm, la lunghezza del piede tra 23 e 24 mm, la lunghezza delle orecchie di 14 mm.

### Aspetto
La pelliccia è lunga, soffice e liscia. Le parti dorsali sono marroni spesso con dei riflessi olivastri, mentre le parti ventrali sono grigiastre con dei riflessi arancioni. Le orecchie sono scure. I piedi sono relativamente sottili e con una macchia scura sul dorso poco visibile. La coda è più lunga della testa e del corpo ed è scura sopra e leggermente più chiara sotto.

## Biologia

### Comportamento
È una specie arboricola.

### Alimentazione
Si nutre di semi, frutta e in misura minore di parti vegetali, foglie ed insetti.

### Riproduzione
Danno alla luce 2-3 piccoli alla volta dopo una gestazione di un mese.

## Distribuzione e habitat
Questa specie è diffusa nella cordigliera orientale delle ande colombiane fino al confine venezuelano presso il Paramo de Tamà. Alcuni individui sono stati catturati nel 2012 anche nella regione amazzonica del Perù.
Vive nelle foreste umide tra 1.800 e 3.100 metri di altitudine.

## Conservazione
La IUCN Red List, considerato il vasto areale e la popolazione presumibilmente numerosa, classifica R.fulviventer come specie a rischio minimo (Least Concern).